# Voorwaardelijk verband
Een voorwaardelijk verband is een zins- of alineaverband dat een voorwaarde tussen zinnen of alinea's aanduidt. Signaalwoorden die zo'n verband kunnen aanduiden zijn: op voorwaarde dat, mits, als, indien, In het geval dat, wanneer, tenzij.
Voorbeeld: "Als je nu meteen vertrekt, kun je nog op tijd komen voor het concert."
Concluderend verband · middel-doelverband · oorzakelijk verband · opsommend verband · redengevend verband · samenvattend verband · tegenstellend verband · toelichtend verband · uitleggend verband · vergelijkend verband · voorwaardelijk verband